# Oh Happy Day
Oh Happy Day er en dansk komediefilm fra 2004, instrueret af Hella Joof efter manuskript af Lotte Andersen (oprindelig ide), Jannik Johansen og Joof.

## Handling
Hannah synger sammen med Grethe, Preben, Krüger, Lasse og Kirsten i et lille kor i kirken i landsbyen Ågerup. Da dirigenten forlader koret, overtager Kirsten posten, men med modstand blandt flere af de andre. Da Hannah og Grethe oplever et stort ægte gospelkor, vil Grethe også til at synge gospel, og skæbnen vil, at Moses Jackson, gospelkorets leder, efter et uheld havner på det nærliggende hospital som følge af et trafikuheld, som Hannah mere eller mindre er ansvarlig for. Grethe trækker Hannah med til hospitalet for at undskylde og lokke Moses til at blive ny dirigent, og da han alligevel er nødt til at blive lidt tid, dukker han op til en prøve. Kirsten bliver fornærmet og trækker sig, og Moses får efterhånden koret trukket i gang.
Hannah lever parallelt hermed et trist liv med Carsten, og hun liver efterhånden op med koret og bliver langsomt forelsket i Moses, som hun forenes med i kirken en nat. Kirsten opdager dem og bevirker, at Moses rejser væk, men Hannah rejser efter ham. Parret forenes endnu en gang, men Moses har familie, som han har fået mod på at komme tilbage til på trods af sin fascination af Hannah. Hannah må vende hjem med besked om at få arrangeret den koncert, som aldrig blev til noget med Moses, og derved må hun nu forfølge sin ungdoms drøm om at blive sanger. Hun gennemfører koncerten som leder af et efterhånden stort kor, og hendes liv har taget en afgørende vending.

## Medvirkende
- Lotte Andersen – Hannah
- Malik Yoba – Moses Jackson
- Ditte Gråbøl – Grethe
- Mikael Birkkjær – Carsten (Hannahs mand)
- Peter Aude – Torben (Grethes mand)
- Kurt Ravn – Preben
- Søren Fauli – Krüger
- Lars Hjortshøj – Lasse
- Lærke Winther Andersen – Shirley
- Lars Knutzon – Sven
- Michael Moritzen – Kjell
- Ditte Hansen – Kirsten
- Rune Herholdt – Henrik Jepsen

## Produktion

### Musik
Da filmen har et gospelkor som centralt tema, fylder musikken naturligvis også meget. Det kor, der synger det meste af gospelmusikken i filmen, er Opstand Gospel Choir dirigeret af Hans Christian Jochimsen. Men der er også anden musik, og på det musikalbum, der blev udgivet i forbindelse med filmen, er der numre af og med blandt andet Rick Astley, Savage Rose, Laura Illeborg & Jens Lysdahl samt Mahalia Jackson.